# Mad Max 3.
A Mad Max 3. (gyakran Mad Max 3. – Az igazság csarnokán innen és túl, eredeti cím: Mad Max Beyond Thunderdome) 1985-ben bemutatott posztapokaliptikus kalandfilm, a Mad Max sorozat harmadik része.

## Cselekmény
Mad Max, eredeti nevén Max Rockatansky egykoron az ausztrál országúti rendőrség, a Main Force Patrol rendőre volt. Családját egy brutális motorosbanda miatt elvesztette, ezután rendőr múltját félretéve bosszút állt, majd országúti igazságosztóként folytatta kettétört életét.
18 év telt el a motorosbandával való leszámolás óta, de a második részben látott Lord Humungus is 13 éve halott. Az időközben a távoli városokat elpusztító atomháború óta a civilizáció és a benzin korszaka végleg letűnt. Az évek óta az ausztrál sivatagban vándorló Max kocsiját már tevék húzzák. Egy napon a néptelen sivatagban vándorol, mikor hátulról siklórepülésben egy furcsa kisrepülő húz el felette, ahonnan egy homokzsákkal eltalálják. Leesik a kocsiról, mire feltápászkodik, a tevefogatot a légikalózok elhajtják.
Max a tevefogat nyomát követve hamarosan egy különös helyre érkezik, ez Bartertown, a Csereváros, ahová messze földről gyűlnek össze a csencselni, vagy szórakozni vágyók. A sziklakanyonban lévő helyet csak egy alagúton lehet megközelíteni, de csak az juthat be, akinek valami áruja van. Mikor a mindenét elvesztett Max erőszakosan követel bebocsájtást, hogy visszaszerezze ellopott kocsiját, a kapus közli, egy elszánt és erős embert esetleg tudnának használni, de előre szól, a felkínált üzlet nem igazán jó. Ezután beviszi a város alapítójához és úrnőjéhez, az Amerikából idevetődött Nénihez.
Egy egykori kőfejtő mélyén kialakított, szinte szürreális város rongyos, csencselő alakokkal teli udvarán már árverezik Max kocsiját. Max a város feletti lakban találkozik Nénivel, aki elmondja neki ajánlatát. A város érdekében tisztességes, párbajszerű harcban meg kell ölnie egy óriási és szinte legyőzhetetlen egyént, cserébe mindent visszakap. Miután Max túléli az első próbát, megtudja a részleteket. Csereváros energiáját és az üzemanyagot disznóürülékből előállított metán adja. A disznótelep és erőmű a város alatti egykori bányajáratokban, az úgynevezett Alvilágban van, irányítója egy a gépekhez értő törpe méretű férfi, Master. Mivel apró és védtelen, ezért állandóan Blaster, egy hatalmas és erős férfi nyakában ül, aki mindenhová viszi és mindenkitől megvédi. Blaster arcát még senki nem láthatta, mert állandóan az egész fejét eltakaró fémsisakot visel. A két figura annyira összetartozik, hogy közös nevük van, MasterBlaster. A várost Master és Néni együtt hozták létre, de viszonyuk megromlott, mára már szinte rivalizáló ellenségek. Mivel Blaster mindentől megvédi, Master nagyon elszemtelenedett, már a város urának érzi magát és ez Néninek nem tetszik. Masterre szükség van a gépek működtetéséhez, az őt védelmező Blasternek viszont el kell tűnnie.
Cserevárosban egyetlen módja van a sérelem megtorlásának és az ölésnek, a Thunderdome, a Dörgődóm (Igazság Csarnoka, Villámkupola). A szabály: kettő megy be, egy jön ki. Ezen felül mindent szabad. Max feladata, hogy kiprovokálja a Dörgődómot, majd ott megölje Blastert. Max az Alvilágba megy lapátolni, hogy közelebbről megismerje MasterBlastert. Kitapasztalja, hogy Blaster nem viseli a magas hangokat. Szombat este nagy vigasság zajlik Cserevárosban. MasterBlaster büszkén hajt végig a városon új szerzeményével, Max metánnal feltankolt kocsijával. Mikor Max megpróbálja erőszakkal visszavenni, már meg is van a megtorlandó sérelem, MasterBlaster őt hívja ki a halálos párviadalra, irány a Dörgődóm.
A Dörgódóm egy vasrácsból készült kupola, ahol a tomboló közönség színe előtt életre-halálra megy a küzdelem. A Dörgődóm sztárja Blaster, már tucatnyi ellenfelet ölt meg, vele szemben mindenki esélytelen. Max is kis híján veszít, de végül használni tudja tengerészsípját, amitől Blaster cselekvésképtelenné válik. Mikor Max egy óriási kalapáccsal leveri fejéről a fémmaszkot, kiderül, hogy a hatalmas test mögött egy gyengeelméjű lélek lakozik. Max ezek után nem hajlandó megölni, de Néni testőre, Vasdorong lenyilazza. Ezzel a szabályok nélküli egyetlen szabály teljesült, kettőből egy maradt. Max győzött, de Néni mégsem engedi távozni az arénából, ezért Max nyilvánosan szemére veti megállapodásukat Blaster megöléséről. Mivel még korábban vállalta, hogy senkinek nem beszél az ügyről, szerződésszegővé válik. Nem tudja, hogy Cserevárosban a szerződésszegőkre a Sorskerék vár. Az előbb még az ő győzelmét éljenző csőcselék mostanra már a Sorskereket skandálja.
A nagydarab fémkorongon különféle büntetések sorakoznak. Max pörgetésére a kerék a Gulagnál (sivatagi száműzetés) áll meg. Kezét összekötik, egy lóra ültetik, majd irány a sivatag. Másnap a melegtől lova szomjan pusztul, de rá is a biztos halál vár. Már eszméletlen, mikor egy fiatal lány rátalál. Hamarosan egy egészen furcsa helyen találja magát, ez a menekült gyerekek völgye, egy sziklás oázis a sivatag közepén.
A civilizáció végnapjaiban a háború már bármelyik pillanatban kitörhetett. A nagyvárosokból mindenki menekült, bár nem volt nagyon hova. Az utolsó gép, amelyik Sydneyből fel tudott szállni, egy felnőttekkel és gyerekekkel zsúfolt Boeing 747 volt, Walker kapitány parancsnoksága alatt. Már a levegőből látták, hogy Sydneyt atomcsapás éri. Az elégtelenül feltankolt és a turbulencia hatására megsérült gép a sivatagban tudott csak kényszerleszállást végrehajtani, a kanyon közelében. Szerencséjükre itt víz is volt. Miután a túlélés alapfeltételeit biztosították, a felnőttek egy csoportja Walker vezetésével gyalog elindult segítségért, de sohasem tértek vissza. Azóta több, mint tíz év telt el a kanyonban, az idősebbek meghaltak, néhány gyerek is született. Az egykori régi világra még valamelyest emlékező nagyobb gyerekek közben felnőttek, és egyfajta, a múltra emlékező rituálékon alapuló törzsi társadalmat alakítottak ki. Maxról azt hiszik, hogy ő a visszatért Walker, aki majd visszaviszi őket Holnap-nap-országba, azaz Sydneybe.
Max megpróbálja velük megértetni, hogy ő nem Walker, Holnap-nap-országot meg elpusztította a „pokalipszis”. A völgy az ő otthonuk, itt életben maradhatnak, de völgyön túl „Halál Úr” (Mr. Dead) vár rájuk. A tíz éve Walkerre és a menekülésre váró gyerekek kimondhatatlanul csalódottak. Az őt megtaláló lány nem hisz neki, ha Max ide tudott valahogy jutni, ők is el tudnak menni. Max megpróbálja erőszakkal visszatartani, megkötözi a lányt de míg Max alszik, a lány kiszabadul, összegyűjt pár gyereket, majd elindul velük a sivatagba Max nyomát követve. A völgyben maradt egyik gyerek ébreszti Maxet, aki azonnal utánuk indul segíteni. Mire beéri őket, az egyiküket már elnyelte a futóhomok. Mivel túl messzire jutottak a sivatagban és már nem fordulhatnak vissza a völgybe, utolsó esélyük a messziről már látható Csereváros.
Egy szellőzőjáraton jutnak be, egyenest az Alvilágba. Master, aki pár napja még a város urának hitte magát, mostanra már láncra verve a disznók között lakik. Tudása és segítsége nélkül a gyerekek sorsa a városban egyértelmű lenne, ezért őt is kiszabadítják, majd az egykori bányából kivezető iparvágányon járó sínteherautóval mindnyájan elmenekülnek, de az alvilág rommá válik. Néni Mastert mindenképpen vissza akarja szerezni az újjáépítéshez, de a többiekre, köztük Maxre halált mond. Előveszik félig roncs, metánnal tankolt kocsijaikat, majd egy hektikus üldözés következik.
A sín a Max kocsiját elrabló Jedediah pilóta föld alatti szállásánál ér véget. Rabolt dolgokkal fizetett cserevárosi metánnal feltankolt gépe mindig felszállásra kész, ez menti meg Max haragjától. Mindnyájan a gépre szállnak, ám az üldözők gyorsan közelednek szemből, és kevés a felszállóhely. Max lemond az utazásról, egy ócska teherautóval csinál helyet a gép előtt, mely az utolsó pillanatban tud felszállni. A teherkocsi belerohan a szemből jövőkbe, Vasdorong meghal, de Max az ütközés előtt kiugrik a kocsiból. Csereváros erőműve romokban, Master elrepült, Néni ennek ellenére életben hagyja Maxet, majd visszamegy Cserevárost újjáépíteni. A mindenét elveszített Max ismét a sivatagban marad, többé nem tudni róla.
Jedediah gépe eléri a porvihar dúlta Sydneyt. A radioaktív tél miatt még a tengerek is visszahúzódtak, a romba dőlt híres híd alatt víz helyett csak kő van, a város romokban. Évek múltával lassan visszaszivárognak az emberek, apró fények gyúlnak a felhőkarcolók romjaiban, Savannah Nix, a Maxet megtaláló lány vezetésével megpróbálják a régi civilizációnak legalább az emlékét megőrizni.

## Fogadtatás
A film egy díjat és több jelölést ért el, de a nézők részéről vegyes fogadtatásban részesült. Többen nehezményezték, hogy bár önmagában kiváló kalandfilm, de nem igazán Mad Max. Teljesen szakít az előző két film valóban posztapokaliptikus és brutális jellegével, a nyers ausztrál hangulattal szemben túl erős a hollywoodi befolyás. Maurice Jarre egyébként elismert filmzenéjét is túl hagyományosnak és édeskésnek vélték Brian May eredeti zenéjének energikusságával szemben.

## A film készítéséről
Az eredeti terv szerint egy a vadonban rekedt gyerekekről szóló film készült volna, csak később jött az ötlet, hogy a Mad Max második részének sikerét kihasználva illesszék be a filmet a Mad Max sorozatba. A forgatókönyvet ennek megfelelően átírták. Mivel az előző részeknél sokkal látványosabb filmhez nem volt elegendő pénz, amerikai tőkét is bevontak a készítésbe, de ennek megfelelően némi változtatásokat is kellett eszközölni.
Le kellett szállítani az előző filmekben látott 18-as korhatárt PG-13-ra, ezért a cselekmény erőszakosságán sokat finomítottak, a cselekményt a fiatalabb, főként amerikai nézők igényeihez igazították. Az előző részekkel szemben mindössze egy erőszakos halál látható, a Vasdorong által lenyilazott Blaster. Max a filmben nem öl meg senkit.
Az amerikai közreműködés további feltétele volt amerikai színészek szerepeltetése, pl. Tina Turner és a Mastert alakító apró színész. Szintén az amerikai közönséget célozta meg Néni amerikai akcentusa, ezzel amerikai származására való utalás, valamint a Cserevárosban látható néhány lerongyolódott, de ruhájáról jól felismerhető amerikai matróz. Az előző filmek zenéjét is lecserélték, Maurice Jarre, a neves francia filmzeneszerző teljesen új zenét írt a filmhez, mely azonban Bryan May brutálisan nyers és hatásos filmzenéjével szemben inkább a klasszikus hollywoodi hagyományokat követi. A gyerek- és gnóm motívum feltűnésével mindezek a változtatások inkább egy meseszerű kalandfilmet eredményeztek, mintsem egy brutális Mad Max filmet.
A filmet eredetileg George Miller rendezte volna. A forgatás előtt azonban Byron Kennedy, a film producere és Miller jóbarátja helikopterbalesetben meghalt, úgy tartják, éppen a film egyik helyszínének keresése során. George Miller ezek után elveszítette az érdeklődését a készülő film iránt, végül George Ogilvie ausztrál rendezővel közösen készítették el azt. A jelenetek túlnyomó többsége Ogilvie munkája, Miller az akciójeleneteket forgatta.

## Forgatási helyszínek
Míg az első részt Melbourne, a második részt Broken Hill környékén forgatták, a harmadik rész igen sok helyszínen készült.
- A menekült gyerekek völgye: Marmaids Cave, Blue Mountains, NSW. A völgy Sydneytől kb. 90 kilométerre nyugatra, a Blue Mountains fő turistaközpontjától, Katoomba kisvárostól 8 kilométerre található, Blackheath település szélétől néhány száz méterre. Mivel autóval és gyalog is könnyen megközelíthető, népszerű turistacélpont.
- A lezuhant Boeing: A gép csak egy fából készült makett, a Sydney-i repülőtér kifutójának a vége mellett építették fel, évekig látható volt.
- A bevezető jelenet és az autósüldözések egy része Coober Pedy bányászvárostól néhány kilométerre, a Hold felszínére hasonlító Moon Plain síkságon készült.
- Gulag: The Breakaways hegy, Coober Pedytől 30 kilométerre északi irányban.
- Jedediah föld alatti lakása: a jelenetet a Coober Pedyben élt Crocodile Harry alternatív művész jelenleg múzeumként működő föld alatti házában forgatták. A ház és az akkor még élő Crocodile Harry közelebbről megtekinthető Olivia Newton-John Olivia Down Under című ausztrál országjáró tévéfilmjében.
- Alvilág a disznókkal: Glebe, Sydney külvárosa, egy használaton kívüli ipari telep.
- Bartertown, a Csereváros: Brickpit, Homebush Bay, Sydney, egy egykori téglagyár agyagbányája a jelenlegi Olimpiai Park területén. Mivel a hely egy ritka békafajta (golden bell frog) lakóhelye, látogatható természetvédelmi területté nyilvánították.
- A végső üldözés: a The Ghan vasútvonal egy régi, már nem üzemelő keskenyvágányú szakasza.

## Érdekességek
- A menekültek völgyében élő Savannah Nix szerepét a magyar származású ausztrál Helen Buday alakítja.
- A Vasdorongot alakító Angry Anderson egy népszerű ausztrál rockzenész.
- A törpe Master igen erősen törve beszéli az angol nyelvet, de filmbéli származására semmi utalás nincs.
- Bruce Spence alakította a Repülő Kapitányt a második részben és Jedediah pilótát a harmadikban. Mivel mindkét karaktert ugyanaz a színész alakította, mindketten repültek, a Kapitány eredeti neve az előző filmből nem derült ki, a két karakter akár ugyanaz a személy is lehet.
- A filmhez legalább két magyar felirat is készült, más fordítással és nevekkel, pl. Thunderdome: Villámkupola ill. Dörgődóm, Master Blaster: Velő Verő ill. Mester Nyüster, Aunty: Néni ill. Ángyi.
- Tina Turner amerikai akcentussal beszél Csereváros ausztrál környezetében, arra utalva, Néni amerikai származású.
- Tina Turnernek nem ment a jobbos kormányos és egyben hagyományos váltós autó vezetése, ezért ő egyedül automata váltós kocsit kapott a végső üldözéses jelenethez.

## Hibák
- A gyerekek többségének túl fiatal kora nehezen igazítható az eseménysorba.
- A végső üldözés során a bányából elvezető pár kilométeres, majd a semmi közepén véget érő vakvágány szerepe kérdéses.
- A sínek fényesek voltak, a pálya újszerű és tiszta, szemben az évtizedes használatlansággal és porviharokkal.
- A malacok élelmezéséhez és itatásához elegendő víz és élelem kérdéses volt a körülményeket figyelembe véve.
- Max kocsiját már jó ideje tevék húzták, de az akkumulátor fel volt töltve. Bár ez megoldható probléma egy generátor és a hozzá építhető mechanikus meghajtás által.
- A Malacgyilkos állandóan láncon volt tartva, de a Dörgődómnál lánc nélkül nézte a párbajt.
- Csereváros és a gyerekek völgye között nem lehetett nagyobb távolság, mint ötven kilométer, ezért kicsi az esély, hogy tíz év alatt senki nem vette észre őket.
- A sínautón a gyerekek találnak egy felhúzós gramofont, amire ráteszik az ereklyeként őrzött lemezüket, amin francia nyelvlecke van. Mikor felrakják, jól látszik, hogy nem gramofonra való normállemezt, hanem egy sok zeneszámos LP albumot tesznek fel, ennek ellenére 78-as fordulaton mégis hallhatjuk a nyelvleckét. A vastag acéltű jól láthatóan csúszkál a lemezen.
- A városban csak egy napot töltő Max nehezen tudhatott az Alvilágba vezető szellőzőalagútról. Viszont a majom az egy kulacs vizet az alagúton át vitte ki Maxnek. Az ő nyomait megtalálhatta Max.

## Szereplők
| Karakter              | Színész         | Magyar hang     |
| --------------------- | --------------- | --------------- |
| `Mad` Max Rockatansky | Mel Gibson      | Lux Ádám        |
| Entity nagynéni       | Tina Turner     | Felföldi Anikó  |
| Savannah Nix          | Helen Buday     | Simorjay Emese  |
| A gyűjtő              | Frank Thring    | Horkai János    |
| Jedediah, a pilóta    | Bruce Spence    | Holl Nándor     |
| Disznóölő             | Robert Grubb    | Galkó Balázs    |
| Velő                  | Angelo Rossitto | Harsányi Gábor  |
| Verő                  | Paul Larsson    |                 |
| Ironbar               | Angry Anderson  |                 |
| Blackfinger           | George Spartels |                 |
| Dr. Dealgood          | Edwin Hodgeman  | Versényi László |
| Jedediah Jr.          | Adam Cockburn   |                 |
| Vizet áruló férfi     | Bob Hornery     |                 |
| Ton Ton Tattoo        | Andrew Oh       |                 |

## Filmzenei album
Mad Max Beyond Thunderdome: Original Motion Picture Soundtrack
Az album első két dalát Tina Turner énekli, az utolsó három szám Maurice Jarre szerzeménye és a Royal Filharmonikus Zenekar játssza. Az album több kiadótól is megjelent, valamint bővített újabb kiadások is léteznek.
- We Don't Need Another Hero (Thunderdome) – Terry Britten, Graham Lyle 6:07
- One of the Living – Holly Knight 5:48
- We Don't Need Another Hero (Thunderdome) (Instrumental) 6:30
- Bartertown† – Maurice Jarre 8:28
- The Children† – Jarre 2:11
- Coming Home† – Jarre 15:10